# 賈靜雯
賈靜雯（英語：Alyssa Chia，1974年10月7日—），台灣女演員、製作人、節目主持人。早期擔任兒童節目主持人，後演出《七世夫妻之梁山伯與祝英台》、《飛龍在天》、《倚天屠龍記》、《至尊红颜》、《太平公主秘史》等电视剧，以《我們與惡的距離》獲第54屆金鐘獎戲劇節目女主角獎，以《瀑布》獲第58屆金馬獎最佳女主角獎。

## 生平
贾静雯生于台北，爷爷与爸爸都是厨师，80年代在敦化南路经营家族餐厅「天津衛小館」，主营面食和水饺。贾静雯3、4岁时便曾拍摄广告。1990年，16岁的她再被星探发掘，拍摄爱之味公司“妞妞甜八宝”广告入行。同年於華視兒童節目《神仙指頭》飾演主持角色「小姆指」，后參演《佳家福》、《母雞帶小鴨》等華視電視劇。
90年代，贾静雯爷爷决定举家移居天津，落叶归根，于是结束家族餐厅。1993年，贾静雯进入天津南开大学东方艺术系进修，翌年考入北京电影学院表演系，与徐静蕾是同班同学。1995年，爷爷在大陆投资失败，父亲诊断患淋巴癌，大一的贾静雯办理休学，随父回到台北治病。1996、1997两年间，她接拍了16部戏，凭《四千金》崭露头角并获得金钟奖戏剧类最佳新人奖。拍摄该剧期间，因父亲癌细胞扩散至全身，贾静雯做主拔管，父亲去世。
1998年，她以《超级小玩家》获得金钟奖最佳儿童节目主持人提名，后涉足综艺主持，與羅志祥、歐漢聲、何妤玟及大炳共同主持台視週末黃金時段綜藝節目《旗開得勝－少年兵團》。2000年，贾静雯还清家庭负债，并以《飛龍在天》（2000年）成為「八點檔」一線女演員。她随后转往中國大陸发展，接连出演热播電視劇《大漢天子》（2001年）、《倚天屠龍記》（2002年）、《至尊红颜》（2003年），创下事业高峰。
2005年，和孫志浩結婚后从高峰减产，2009年婚变风波导致事业低潮。
2016年起，先后参与《媽媽是超人第一季》，《极速前进第四季》，《媽媽是超人第三季》等真人秀。2018年，與弟弟賈子宸（衛斯理）創辦麵食料理品牌「賈以食日」。
2019年，演出电视剧《我們與惡的距離》，獲第54屆金鐘獎戲劇節目女主角獎。2021年以电影《瀑布》獲第58屆金馬獎最佳女主角獎。
2023年，参加真人秀《乘風2023》。

## 個人生活
1996年，賈靜雯介入王百瑜與黄建群婚姻，导致臨產的王百瑜早產並离婚。
2004年，與演員吕行交往。
2005年，和孫志浩奉孕結婚，同年6月產下长女“梧桐妹”。2009年4月，賈靜雯召開記者會承認婚變，哭訴孫志浩帶走女兒後斷聯，母女分離四個月。孫家回應賈靜雯知道女兒下落，並指賈靜雯與黃磊曖昧。2010年7月12日，兩人簽字离婚。
自2009年起，賈靜雯與孔菁苹（孔孔）傳出同性緋聞，盛傳為婚變導火索。孫志浩數次公開指賈靜雯和孔孔交往。2012年孔孔40歲生日聚會上，和賈靜雯擁吻並對唱情歌，媒體報導賈靜雯承認戀情，但賈靜雯事後否認。2014年賈靜雯與修杰楷戀情曝光後，與孔孔疏遠。
2015年，賈靜雯与修杰楷结婚。同年8月7日，生下次女“咘咘”。2017年3月，生下三女兒“BO妞”。2018年11月25日，在峇里島补办婚禮。

## 演出作品

### 劇集
| 年度   | 頻道       | 劇名                         | 角色         |
| ------ | ---------- | ---------------------------- | ------------ |
| 1990年 | 華視       | 《佳家福》                   | 歐達雯       |
| 1992年 | 華視       | 《母雞帶小鴨》               | 珍珍         |
| 1992年 | 中視       | 《我的爸爸是主播》           | 劉愛雲       |
| 1994年 | 中視       | 《那一年我們都很酷》         | 秦香美       |
| 1995年 | 台視       | 《情愛紅塵》                 | 劉夢凡       |
| 1995年 | 中視       | 《花系列》－ 水晶花          | 蘇曉曼       |
| 1996年 | 台視       | 《臺灣演義》                 | 陳思琳       |
| 1996年 | 中視       | 《天師鍾馗》之《紅梅閣》     | 朝霞         |
| 1996年 | 中視       | 《天師鍾馗》之《新龍門客棧》 | 丁婉兒       |
| 1996年 | 中視       | 《寶貝花家庭》               | 花蕊         |
| 1996年 | 中視       | 《碧海明月心》               | 宋家惠       |
| 1996年 | 廣電基金   | 《春風少年》                 | 鄭依蓮       |
| 1996年 | 華視       | 《三國英雄傳之關公》         | 陳文琇       |
| 1997年 | 華視       | 《美麗好女人》               |              |
| 1997年 | 台視       | 《四千金》                   | 劉筱智       |
| 1997年 | 台視       | 《法醫奇案》                 | 豆豆         |
| 1997年 | 台視       | 《四千金續集之情比姊妹深》   | 艾幗         |
| 1997年 | 華視       | 《施公奇案》                 | 玉簫         |
| 1998年 | 華視       | 《浪漫愛情故事》             | 紀筱薇       |
| 1998年 | 台視       | 《明天有你》                 | 林依依       |
| 1998年 | 中國大陸   | 《兒女英雄傳》               | 施婉婷       |
| 1999年 | 中國大陸   | 《刀歌之迴旋刀》             | 葉相雨       |
| 1999年 | 華視       | 《小李飛刀》                 | 孫小紅       |
| 1999年 | 民視       | 《七世夫妻之梁山伯與祝英台》 | 祝英台       |
| 1999年 | 台視       | 《女人的故事》               | 孫雪晴       |
| 2000年 | 民視       | 《長男的媳婦》               | 劉淑惠       |
| 2000年 | 民視       | 《飛龍在天》                 | 白劍英林玉紅 |
| 2000年 | 民視       | 《民視劇場》我要努力做好人   | 林珊黛       |
| 2000年 | 台視       | 《愛的故事書》               | 方寶琳       |
| 2001年 | 中視       | 《大漢天子》                 | 念奴嬌       |
| 2002年 | 民視       | 《超人氣學園》               | 徐凱娣       |
| 2002年 | 中國大陸   | 《倚天屠龍記》               | 趙敏         |
| 2003年 | 華視       | 《至尊紅顏》                 | 武媚娘       |
| 2003年 | 八大戲劇台 | 《又見橘花香》               | 芊芊         |
| 2003年 | 中國大陸   | 《布衣天子》                 | 蜻蜓         |
| 2004年 | 四川影視   | 《向左走向右走》             | 崔樂平       |
| 2004年 | 中國大陸   | 《神醫俠侶》                 | 淳于緹縈     |
| 2005年 | 湖南經視   | 《秦王李世民》               | 胭脂         |
| 2005年 | 中國大陸   | 《第100個新娘》              | 田依凡       |
| 2006年 | 東方影視   | 《悲傷時唱首歌》             | 關良沛       |
| 2008年 | 中國大陸   | 《晉陽老醋坊》               | 小冬仙       |
| 2008年 | 中國大陸   | 《無間有愛》                 | 小姐         |
| 2009年 | 中國大陸   | 《大愛無敵》                 | 江素雲       |
| 2009年 | 東風衛視   | 《儂本多情》                 | 香雪兒       |
| 2012年 | 湖南衛視   | 《太平公主秘史》             | 太平公主     |
| 2013年 | 深圳影視   | 《同在屋簷下》               | 李婉婷       |
| 2013年 | 民視       | 《我愛你愛你愛我》           | 丁曉玲       |
| 2013年 | 湖南衛視   | 《天龍八部》                 | 李秋水       |
| 2014年 | 湖南衛視   | 《宫锁连城》                 | 杏雨         |
| 2014年 | 中國大陸   | 《幸福稍後再播》             | 黎晓枫       |
| 2016年 | 騰訊視頻   | 《隱形的翅膀》               | 敏娜         |
| 2017年 | 湖南衛視   | 《獵場》                     | 蔡婉妤       |
| 2019年 | 公視       | 《我們與惡的距離》           | 宋喬安       |
| 2019年 | Netflix    | 《罪夢者》                   | 蔣靜芳       |
| 2020年 | 愛奇藝     | 《成化十四年》               | 萬貞兒       |
| 2022年 | Netflix    | 《媽，別鬧了！》             | 陳如蓉       |
| 2022年 | Netflix    | 《她和她的她》               | 顏聖華       |
| 2023年 | Netflix    | 《此時此刻》                 | 周莉文       |
| 2025年 | 優酷視頻   | 《以美之名》                 | 周靜雯       |
| 2025年 | 公視       | 《我們與惡的距離 II》        | 宋喬安       |
| 2025年 | Netflix    | 《回魂計》                   | 黃宜臻       |
| 2026年 |            | 《沉默的審判》               |              |

### 電影

#### 長篇電影
| 年度   | 片名                      | 角色   |
| ------ | ------------------------- | ------ |
| 1998年 | 《惡女列傳》              | 小平   |
| 1998年 | 《真情狂愛》              | 陈爱兰 |
| 1998年 | 《為人民服務》            | 徐母   |
| 2014年 | 《寒蟬效應》              | 林安妮 |
| 2015年 | 《五月一號》              | 王蕾   |
| 2017年 | 《有完沒完》              | 戚老師 |
| 2021年 | 《瀑布》                  | 羅品文 |
| 2024年 | 《小子》                  | Aven   |
| 2025年 | 《魔法阿媽2：魔法小豆苗》 |        |
| 2025年 | 《CANDLESTICK》           |        |

#### 微電影
| 年度   | 片名                                   | 角色 | 導演   |
| ------ | -------------------------------------- | ---- | ------ |
| 2013年 | 愛不走，愛不放手（家扶基金會公益作品） | 芊芸 | 施祥德 |

### 音樂錄影帶
| 年份 | 曲名                 | 歌手     | 專輯             |
| 1996 | 《愛錯了》           | 張克帆   | 誰都不該讓你心碎 |
| 1997 | 《深藏不露》         | 山風點伙 | 深藏不露         |
| 2003 | 《好想哭》           | 周華健   | 一起吃苦的幸福   |
| 2010 | 《張三的歌》         | 齊秦     | 美麗境界         |
| 2015 | 《信愛成癮》         | 陳嘉樺   | Why Not          |
| 2019 | 《我和被愛保持距離》 | 吳克群   | 你說我聽著呢     |

## 監製作品
| 年度   | 節目             | 職務   |
| ------ | ---------------- | ------ |
| 2022年 | 《媽，別鬧了！》 | 製作人 |

## 主持作品
| 年度          | 頻道             | 節目                           |
| ------------- | ---------------- | ------------------------------ |
| 1990年        | 中華電視公司     | 《神仙指頭》                   |
| 1994年        | 台灣電視公司     | 《歡樂青春大書包》             |
| 1995年        | 華衛音樂台       | 《找樂子》                     |
| 1996年        | 中華電視公司     | 《超級小玩家》                 |
| 1997年        | 中華電視公司     | 《青春教室》                   |
| 1997年        | 民間全民電視公司 | 《街頭酷必樂》                 |
| 1999年        | 台灣電視公司     | 《旗開得勝》                   |
| 1999年        | 三立都會台       | 《完全娛樂》（代班主持人）     |
| 1999年        | 台灣電視公司     | 《少年兵團旗開得勝》           |
| 1999年        | TVBS-G           | 《娛樂新聞》（代班主持人）     |
| 2000年        | 中國電視公司     | 《世界非常奇妙》（外景主持人） |
| 2001年        | 民間全民電視公司 | 《綜藝有樂町》                 |
| 2001年        | 民間全民電視公司 | 《綜藝戰艦》                   |
| 2001年        | 中國廣播公司     | 《娛樂e世代》                  |
| 2002年-2003年 | 八大綜合台       | 《娛樂百分百》（代班主持人）   |

### 綜藝節目
- 2004年《康熙來了》
- 2013年《SS小燕之夜》
- 2014年《女神的新衣》
- 2016年《媽媽是超人》第1季
- 2016年《超人媽媽帶娃記》
- 2016年《饭局的诱惑》
- 2017年《極速前進中國版4》
- 2018年《聲臨其境》
- 2018年《小燕有約》
- 2018年《媽媽是超人》第3季
- 2022年《來吧！營業中》
- 2023年《乘風破浪的姐姐 第四季》

### 節目專訪
- 2010年9月15日中天綜合台《沈春華LIFE SHOW》
- 2017年12月10日中視《改變的起點》
- 2018年2月4日 TVBS《TVBS看板人物》

## 音樂作品
| 年份          | 歌曲                           | 曲別                     | 演唱人                         |
| ------------- | ------------------------------ | ------------------------ | ------------------------------ |
| 2000年        | 飛龍在天                       | 《飛龍在天》片頭曲       | 與江宏恩、黃少祺、張鳳書等合唱 |
| 2000年        | 夜已那麼深                     | 收錄於《飛龍在天》原聲帶 |                                |
| 2012年3月9日  | 許一個願望（首張EP）、這個世界 |                          |                                |
| 2023年4月28日 | 風之所向                       | 《乘風2023》主題曲       | 群星                           |

## 出版作品

### 書籍
| 出版日期       | 書名                                                   | 出版社   | 商品語言 |
| -------------- | ------------------------------------------------------ | -------- | -------- |
| 2017年11月21日 | 賈如幸福慢點來：只要懂得轉身，傷與愛都是遇見美好的道路 | 時報出版 | 繁體中文 |

## 獎項紀錄
| 年份   | 頒獎典禮                  | 獎項                 | 作品               | 角色   | 結果 |
| ------ | ------------------------- | -------------------- | ------------------ | ------ | ---- |
| 1997年 | 第32屆金鐘獎              | 兒童少年節目主持人獎 | 《超級小玩家》     |        | 提名 |
| 2019年 | 第54屆金鐘獎              | 戲劇節目女主角獎     | 《我們與惡的距離》 | 宋喬安 | 獲獎 |
| 2019年 | 第2屆亞洲影藝創意大獎     | 最佳女主角           | 《我們與惡的距離》 | 宋喬安 | 提名 |
| 2019年 | 第26屆華鼎獎              | 百強電視劇最佳女主角 | 《我們與惡的距離》 | 宋喬安 | 提名 |
| 2021年 | 第58屆金馬獎              | 最佳女主角           | 《瀑布》           | 羅品文 | 獲獎 |
| 2021年 | 第6屆新墨西哥影評人協會獎 | 最佳女主角           | 《瀑布》           | 羅品文 | 亚军 |
| 2022年 | 第3屆台灣影評人協會獎     | 最佳女演員           | 《瀑布》           | 羅品文 | 獲獎 |
| 2024年 | 第59屆金鐘獎              | 戲劇節目女主角獎     | 《此時此刻》       | 周莉文 | 提名 |